# Наёмники в Биафре
В ходе гражданской войны в Нигерии (1967—1970) как за правительство, так и за сепаратистов сражались иностранные наёмники, преимущественно европейского происхождения. Хотя пресса тех лет заявляла о сотнях белых боевиков, однако фактически их присутствие в «горячей точке» было достаточно скромным, в сравнении с предыдущими конфликтами.
Была надежда, что использование наёмников в Нигерии окажет такое же влияние, как и в Конго, но «дикие гуси» оказались в значительной степени неэффективными. Британский историк Филипп Бакстер писал, что принципиальная разница заключалась в том, что нигерийские офицеры являлись более подготовленными в военным деле, чем конголезские ополченцы. Как отмечал его российский коллега Павел Кондратьев, иностранные боевики с самого начала понимали положение, в котором находились сепаратисты. Именно поэтому на участие в нигерийском противостоянии решились немногие, а большинство из них почти сразу покинули «горячую точку». Те, кто остались, не оказали решающего влияния на ход войны, а лишь продлили конфликт.

## Первые группы
Первым из известных «солдат удачи» на новую войну в поисках выгодного контракту отправился Майк Хоар. Он беседовал и с биафрийцами, и с нигерийцами, однако обе стороны на начальном этапе конфликта не очень хотели связываться с наёмниками, боясь потерять поддержку других африканских режимов. Бывшим подчинённым Хоара с «Коммандо 5» британцам Алистеру Уиксу и Джону Питерсу получилось договориться. Но при этим они оказались по разные стороны фронта: Уикс вербовал пилотов для Биафры, Питерс — для Нигерии (всего в правительственной армии сражались 250 британцев). В наёмнических кругах ходила история о том, что последний как-то позвонил первому и сказал: «не набирай людей для Биафры. Я не хочу, чтобы мои парни сражались с твоими».
С ноября 1967 года в армию Биафры началась вербовка французских военных авантюристов. Всего прибыло 40 человек. Возглавить французских наёмников изначально должен был Боб Денар, который, конечно, знал о намерение официального Парижа тайно поддержать сепаратистов. Но провал в Конго вынудил власти страны сделать ставку на другого человека — Роже Фолька. Он накануне закончил свою миссию в Йемене с незапятнанной репутацией. Биафрийский контракт Фолька предусматривал наём сотни человек (оплата за полгода вперёд), а также закупку оружия и снаряжения. Французы предполагали завершить становление регулярной армии Биафры.
После разгрома наёмников под Калабаром произошёл их исход из Биафры. Фольк понял, что сепаратисты не победят в войне, учитывая количественное и техническое превосходство регулярной армии Нигерии. По слухам, перед побегом Фольк украл около 110 млн франков, что должны были получить его подчинённые. На конец 1967 года в биафрийских частях остались только немец Рольф Штайнер, итальянец Джорджа Норбьято, южноафриканец Тэффи Уильямс и один неизвестный британец.

## Команда Штайнера
Умелое руководство Штайнером войсками на фронте в январе 1968 года вызвало восторг у биафрского руководства. Оно дало немцу разрешение сформировать элитную группу коммандос. Однако это подразделение было фактически уничтожено из-за ошибок командования сепаратистов. После битвы за Абагану из 120 коммандос Штайнера осталось в живых только шесть. Наёмник создал новый отряд, набрав 1200 бойцов. В начале апреля Штайнер сформировал 4-ю десантную бригаду. При соединении организуется кустарное производство мин и боеприпасов. Уильямс и Норбьято стали заместителями командира. Сам Штайнер занимался оперативной планировкой, боевыми действиями руководил командир ударной группы «Нсукка» Уильямс. Позже к ним присоединились ещё трое наёмников. Заместителем Штайнера стал его сослуживец из французского иностранного легиона Арман Ианарелли. Уильямс завербовал молодого родезийца Джона Эразмуса — специалиста по части взрывных веществ. Заместителем Уильямса стал Алексадра Гэй, который воевал в отряде Жана Шрамма в Конголезской войне. Также к ним присоединился Льюис Малруни.
В апреле иностранцы столкнулись с 3-й дивизией федеральных сил, в составе которой было два батальона наёмников из Чада и группа британских военнослужащих. В районе Порт-Харкорт в бою с этим подразделением пропал без вести Норбьято.
Осенью у наёмников Штайнера начались серьёзные проблемы. Главной причиной этого стало намерение французской компании SAFREP овладеть национализированными активами британской корпорации Shell-BP. Париж через Штайнера пытался заставить биафрские власти отдать их под концессию, но немец заявил, что не служит французскому правительству и не будет участвовать в подобных махинациях. Поэтому Франция желала заменить его на своего человека. Более того, бурный карьерный рост Штайнера и его дружба c президентом Биафры вызывали зависть у генералов сепаратистов. После того, как наёмники захватили транспорт работников Красного Креста, а сам Штайнер в пьяном состоянии подрался с президентской охраной, немец и ещё пять «солдат удачи» были высланы.
Ианарелли, Уильямс и Гэй некоторое время продолжили работать в Биафре, но за поражение под Аничу их с постов полевых командиров перевели в инструкторы. Руководство сепаратистов разочаровалось в иностранных боевиках и до конца войны их не привлекало.

## Наёмные лётчики
И в нигерийских, и в биафрских ВВС работали европейские наёмники. Особую роль в воздушной войне сыграла эскадрилья шведских пилотов «Дети Биафры», которой руководил Карл Густав фон Розен. Кроме того, на стороне сепаратистов сражались французы и немцы. Тем временем Джон Питерс набрал для правительственной авиации лётчиков из Австрии, Великобритании, Родезии и ЮАР. Также в ВВС двух сторон служили канадцы и поляки.